# Oinatz Bengoetxea Berasategi
Oinatz Bengoetxea Berasategi (Leitza (Navarra) 1984), més conegut com a Bengoetxea VI, és un jugador professional de pilota basca a mà, en la posició de davanter, en nòmina de l'empresa Asegarce.
Va debutar com a professional el 5 d'octubre de 2002 al Frontó Labrit de Pamplona, havent guanyat com a aficionat el campionat del món individual, el campionat d'Espanya i el de Navarra.
És nebot dels pilotaris Bengoetxea III i Bengoetxea IV.

## Palmarés
- Campió del Manomanista: 2008
- Subcampió per parelles: 2005
- Campió masters manomanista: 2010
- Campió del quatre i mig navarrès: 2011 i 2012
- Campió torneig de Nadal: 2005.